# Octroi de terres dans la Colonie de la rivière Swan
 (septembre 2024).

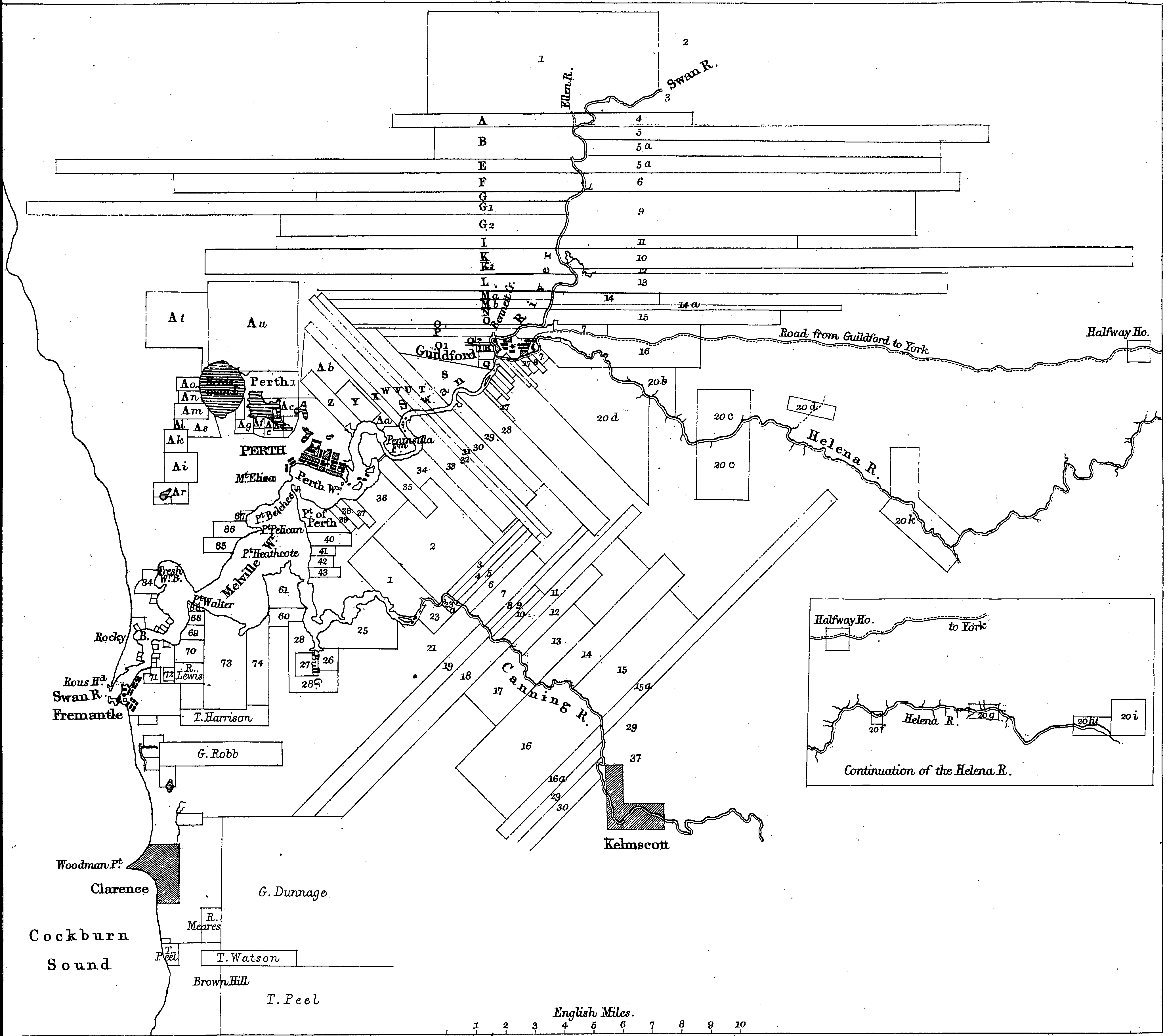
Une carte de 1839 des octrois de la colonie, dessinée par John Arrowsmith d'après les données de John Septimus Roe.

La colonie de la rivière Swan, établie en juin 1829, fut la seule colonie britannique d'Australie établie sur la base de l’octroi de terres aux colons. Selon les conditions prévues par le Bureau colonial, les colons se voyaient octroyer des terres en fonction de la valeur et du travail qu'ils apportaient à la colonie. Pour assurer un usage productiviste des terres, les colons ne possédaient pas toutes les prérogatives conférées par la propriété jusqu'à ce que leur apport soit suffisant. Ce système continua jusqu'en 1832.

## Octroi de terre pour les colons
Selon les conditions initiales de l’octroi de terre, les colons recevaient 40 acres (162 000 m2) pour chaque 3 £ investis dans la colonie. L'évaluation de la valeur des actifs était laissée à la discrétion des autorités, dont les évaluations étaient inexactes et incohérentes. Un colon observa une tendance à surévaluer le bétail et à sous-évaluer les marchandises en général, et Statham (1981) cite un exemple où deux lapins permirent l'octroi de 200 acres à un colon (8 ha)[Quoi ?].
Pour évaluer les droits fonciers, les actifs devaient être des capitaux physiques ayant vocation à être utilisés pour travailler les terrains, l'argent n'étant pas pris en compte. En conséquence, de nombreux colons maximisaient leurs droits fonciers en arrivant avec de grandes quantités de capital physique cher, mais avec très peu de liquidités. Cette surcapitalisation[pas clair] causa la ruine de beaucoup des premiers émigrants et eut un effet délétère persistant sur l'économie de la colonie. De plus, la majeure partie de l'outillage importé était inutile dans les conditions ouest-australiennes.
Les colons recevaient 200 acres (809 000 m2) supplémentaires pour chaque adulte introduit dans la colonie à leurs frais (les droits fonciers accordés étaient moindres pour les enfants). Cette condition avait pour effet d'encourager les colons à emmener leurs domestiques sous contrat, certains en employant et payant plus que ce qu'ils pouvaient soutenir sur le long terme. Les domestiques sous contrat recevaient de la nourriture mais ne recevaient pas de salaire jusqu'à ce qu'ils aient payé leur voyage ; mais l'usage répandu des domestiques sous contrat avait tendance à immobiliser la force de travail et à réduire le marché des biens et services.[pas clair]
Quand les premiers colons sont arrivés dans la colonie, ils découvrirent rapidement que la quantité de bonnes terres avait été exagérée. En fait, la seule bonne terre arable du site était un corridor étroit d'alluvions le long des rivières Swan et Canning, et une bonne partie fut immédiatement attribuée aux fonctionnaires gouvernementaux et au personnel militaire. La grande quantité de terres promises aux colons était si loin de la réalité que Stirling fut obligé de limiter la taille de l'accès aux rivières pour chaque octroi, obligeant John Septimus Roe à accorder de longues bandes de terre avec de petites rives. Stirling limita aussi la quantité de terre que les colons pouvaient réclamer près de Perth.